# Eugeen Uten
Eugeen Emiel Karel Uten (Diest, 22 september 1919 - Brugge, 14 mei 2001) was een Belgisch beiaardier en componist.

## Levensloop
Uten kreeg zijn muzikale vorming van Herman Meulemans, organist in Aarschot. Hij studeerde aan de orgelschool in Hasselt en aan de Beiaardschool in Mechelen, bij leraars zoals Staf Nees en Jef Van Hoof. In 1958 behaalde hij als eerste het virtuositeitsdiploma voor beiaard. 
In 1948 begon hij zijn muzikale loopbaan in Diest, als organist aan de Onze-Lieve-Vrouwekerk en als adjunct-beiaardier. Hetzelfde jaar werd hij adjunct-stadsbeiaardier in Mechelen en in 1949 stadsbeiaardier in Brugge, in opvolging van Toon Nauwelaerts. Hij bleef dit tot in 1984 en werd toen opgevolgd door Aimé Lombaert.

## Composities
Uten schreef circa 120 composities voor beiaard en deed ongeveer 1200 bewerkingen van muziek voor dit instrument. Selectie gepubliceerd in Brugs Beiaardboek I en II, 1984. Te vermelden:
- Intermezzo molto capricioso (Internationale prijs voor beaiaardcompositie, Utrecht, 1957)
- Fantasia op 'Jan mijne man' (Laureaat van de Expo '58-compositiewedstrijd, 1958)

## Publicaties
- Beiaardintermezzo, in: West-Vlaanderen, 1952.
- Torengids, over het Brugse Belfort en zijn beiaard, 1957.
- Beiaardboek, uitgave Comité voor Initiatief Brugge, 1984.